# Burgruine Weisswasserstelz
Die Burgruine Weisswasserstelz, auch Hohen- oder Neuwasserstelz genannt, ist die Ruine einer Höhenburg auf einem 340 m ü. NN hohen Hügel am nördlichen Ufer des Rheins bei Hohentengen am Hochrhein im Landkreis Waldshut in Baden-Württemberg.

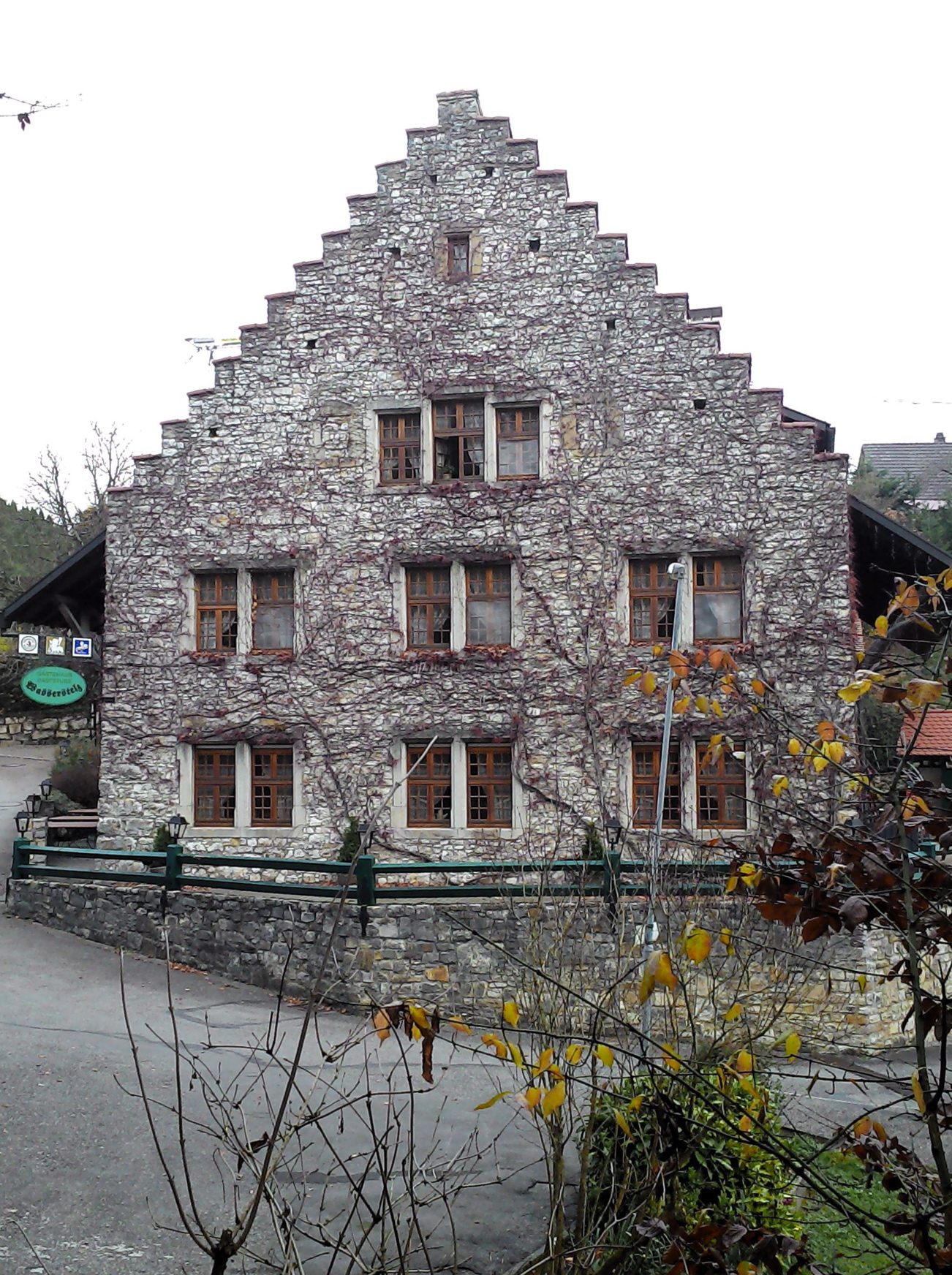
Zehntscheuer des Gehöfts Guggenmühle, heute Hotel Wasserstelz

„Zu Weißwasserstelz gehörten der Schloßhof und die Guggenmühle“ sowie ein Wirtschaftshof, die spätere Zehntscheuer.
Gegenüber lag auf einer kleinen Rheininsel die Burg Schwarzwasserstelz. Der Hochrhein fließt hier durch einen Engpass, so dass – noch im Verbund mit der wenige Kilometer östlich liegenden Burg Rotwasserstelz – beide Uferstraßen und auch die Brückenstelle bei Kaiserstuhl und somit der gesamte Warenverkehr gut zu kontrollieren waren.

## Geschichte
„Nach diesen Wasserstelzschlössern nannte sich ein Adel, der mit Heinrich von Wasserstelz 1165 erstmalig erscheint.“ Die Erbauer nannten nicht die Burg nach ihrem Namen, sondern sich nach dem der Burg gegebenen Namen. Weisswasserstelz – so nimmt H. Fuchs sen. an – wurde nach dem an repräsentativen Stellen verwendeten Weissjuraquadern benannt (S. 114). Neben Heinrich von Wasserstelz werden an anderer Stelle 1165 auch Friedrich und Werner von Wasserstelz als Ministeriale der Abtei Reichenau genannt.

### Zum Bau der Burg
Da zu diesem Zeitpunkt die Herren von Wasserstelz bereits Ministeriale oder Dienstmannen des Klosters Reichenau waren, lag der Bau der Burg schon früher. Die sich im 7. Jahrhundert in der zweiten Phase der alamannischen Landnahme aus ursprünglichen bäuerlichen Siedlungen wohnlich selbstständig machenden Familien können damit schon weit vor Beginn der urkundlichen Erfassung beachtliche eigene Hofkomplexe gebildet haben und zu den in jener Zeit im Klettgau vielfach bezeugten lokalen Adelsgeschlechtern zu zählen sein. In einer nächsten Phase legten sich diese Familien „außerhalb des Ortsbereichs eine Höhen- oder Wasserburg (an) und (führen) ihren alten Wohnsitz nur noch als Wirtschaftshof weiter.“ (G. Fingerlin).
Als einer dieser Hofkomplexe außerhalb ursprünglicher Siedlungen kann das unmittelbar vor der Burg liegende Gehöft mit dem Schlosshof, einem Wirtschaftshof und einer Mühle angesehen werden. Beim Umbau des Wirtschaftshofes 1989 bis 1997 in ein Hotel wurden in der Nähe (heute Parkplatz) Mauern gefunden, die einer Kapelle zugeordnet werden können sowie unter dem Kellerbodenniveau des Wirtschaftshofes Grundmauern, die „Experten auf das Jahr 1000 datieren.“ Das Gehöft kann somit in dem von G. Fingerlin genannten Sinne die Ausgangsbasis für den späteren (aber vor dem 12. Jahrhundert liegenden) Burgenbau gebildet haben. (weitere Details über den Wirtschaftshof unter Guggenmühle)

### Besitzer

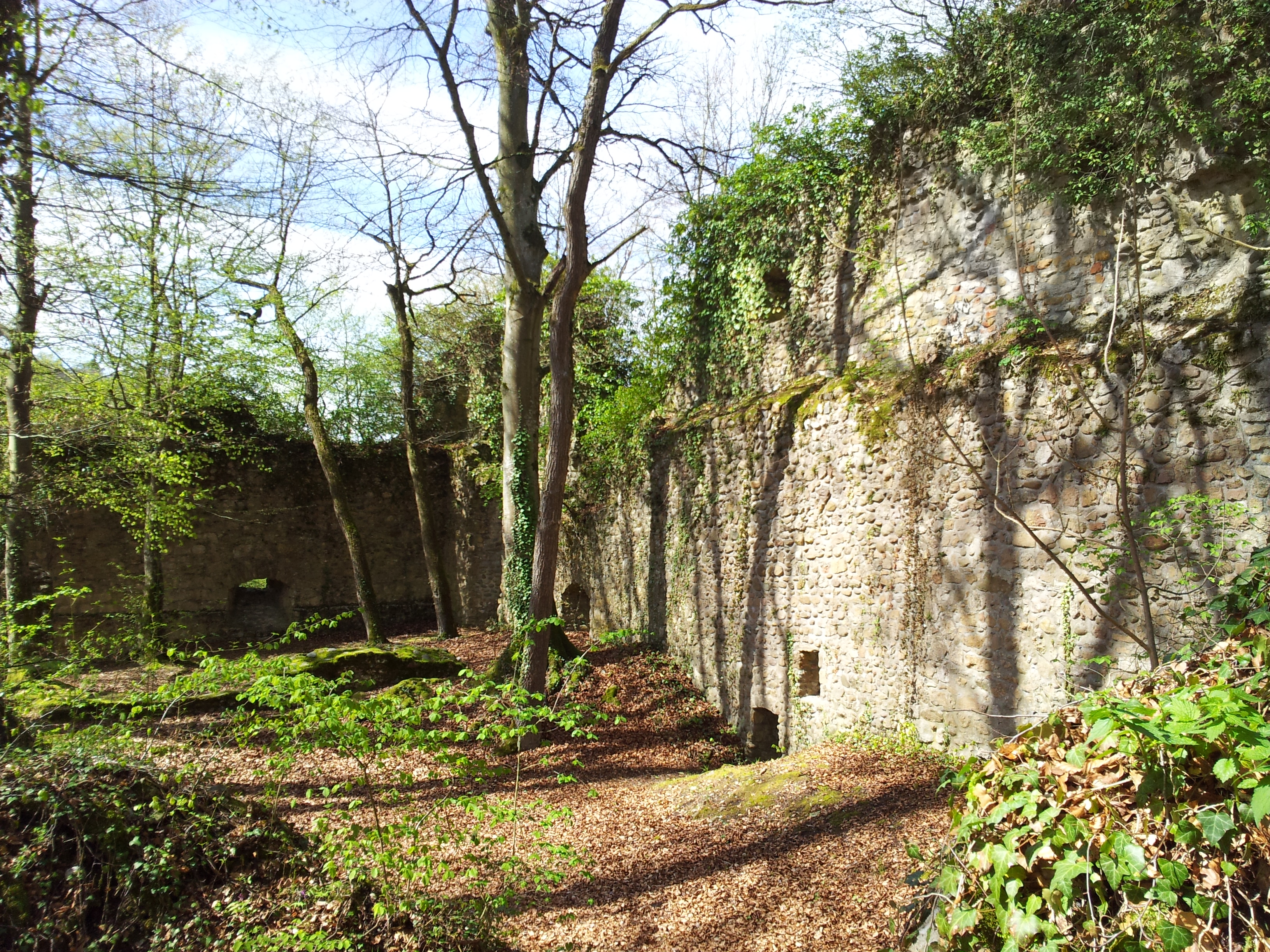
Innenhof

1170 wird urkundlich ein Wernherus de Wasserstelce erwähnt.

„Weißwasserstelz war ein Lehen des Klosters Reichenau, zu dem auch der Kirchensatz und die Vogtei Lienheim gehörten. Nachdem ab dem 13. Jahrhundert solche Lehen auch vererbt, verpfändet und verkauft werden konnten, wechselte Weißwasserstelz sehr oft den Besitzer.“

Nach der Chronik der Familie Wagner:
- „1231 Rudolf von Wasserstelz, dann Konrad von Wasserstelz
- 1239 Rudolf v. W. verkauft Gefälle an Kloster Wettingen
- 1265 Kunigunde von Wasserstelz, genannt im Frauenmünster Zürich
- 1299 Kunigunde von Wasserstelz, Fürstäbtissin im Frauenmünster (Zürich).
- 1330 Letzte Erwähnung: Freifrau Margarete von Wasserstelz […] Lüthold von Krenkingen erwirbt Besitz von Wasserstelz.“

1343 genehmigte Abt Eberhard von Reichenau als Lehnsherr der Burg Wasserstelz und des dazugehörigen Hofes mitsamt dem Kirchensatz in Lienheim die Übertragung an Adelheid von Usenberg. 1347 verlieh Abt Eberhard die Burg Wasserstelz mit den dazugehörenden Besitzungen an Ulrich Winkelshain, der diese für 260 Mark Schaffhauser Maas gekauft hatte.

### Bürgerfamilie Heggenzer aus Schaffhausen
- 1366 auf den Wasserstelzen: Edler Hermann von Griessen, Herren von Griessen, verheiratet mit einer Heggenzerin von Schaffhausen. (Wagner-Chronik)

„Dabei handelte es sich um Elisabeth von Heggenzer und vermutlich kam über sie die Burg durch Erbschaft an die Heggenzer von Schaffhausen.“ (Fuchs, S. 114) Diese Angabe steht im Gegensatz zu einer Quelle von 1373, die noch die Annahme anderer Besitz-Verhältnisse ermöglicht:
- Aus dieser Urkunde aus dem Jahre 1373 geht hervor, dass der Ritter Hermann von Grießheim, dessen Sohn unter der Vormundschaft des Johann von Krenkingen stand, für ihn die Burg Wasserstelz vom Kloster Reichenau zu Lehen bekam.[9]

Erst 78 Jahre später ist ein Übergang an die Heggenzer beurkundet:
- 1451 Hans Heggenzer, Herr auf Wasserstelz.
- 1465 „Abt Johann von Reichenau belehnt Wilhelm Heggenzer mit der Burg Weißwasserstelz, der Vogtei und dem Kirchensatz von Lienheim und
- 1495 Abt Martin den Konrad Heggenzer.“ (Fuchs, 115) Die Wagner-Chronik ergänzt zu Konrad Heggenzer: „Rötteln, Sitz der Vögte zu Kaiserstuhl, als Lehen auch Schwarzwasserstelz.“
- 1511 „Wilhelm Heggenzer auf Schwarzwasserstelz verkaufte Weißwasserstelz an Konrad Heggenzer. Konrad Heggenzer, der verheiratet war mit Katharina von Schönau, wird 1518 und 1524 mit Weißwasserstelz belehnt.“ (Fuchs, 115)[Anm 2]

„Im Jahr 1540 kam das Kloster Reichenau durch Inkorporation an das Bistum Konstanz. Von nun an waren die Bischöfe von Konstanz auch die Herren von Weißwasserstelz. Als bischöfliche Lehenträger bzw. Erblehenträger waren in den folgenden Jahrhunderten viele Geschlechter auf Weißwasserstelz anzutreffen.“

Die Wagner-Chronik ergänzt, dass dabei (1540) auch Lienheim an den Bischof von Konstanz ging und die Heggenzer weiter Lehensträger blieben.
- 1560 Melchior Heggenzer. Mit der Jahreszahl 1560 ist auch der Schlussstein im Torbogen des Wirtschaftshofes bzw. der Zehntscheuer unmittelbar vor der Burg im Gehöft Guggenmühle versehen, der auch als „Datum der Erbauung“ gedeutet wird (Wagner-Chronik), doch Befunde beim Umbau (1989 bis 1997) ergaben Hinweise darauf, dass das Gebäude 1560 zwar erneuert wurde, ein Vorgängerbau jedoch wesentlich älter sein dürfte. Siehe Guggenmühle.

### Letzte Besitzer vor dem Dreißigjährigen Krieg
- 1571 „Hans Melchior von Wasserstelz und Rebekka von Schellenberg-Randegg, Waldvogt der Grafschaft Hauenstein, Schultheiss Waldshut. Weisswasserstelz durch Erbe an ‚die von Landsberg‘.“ (Wagner-Chronik)
- 1577 Georg von Landsberg.
- 1592 Friedrich von Landsberg.
- 1614 „Über Heirat: Erbe an Hans Heinrich Holzapfel von Herxheim. (Grabmal Lienheim Kirche)“ (Wagner-Chronik)
- 1639 „Eidgenossen beschweren sich bei Schweden, dass Soldaten ihr offenes Haus Wasserstelz schädigen.“ (Wagner-Chronik)

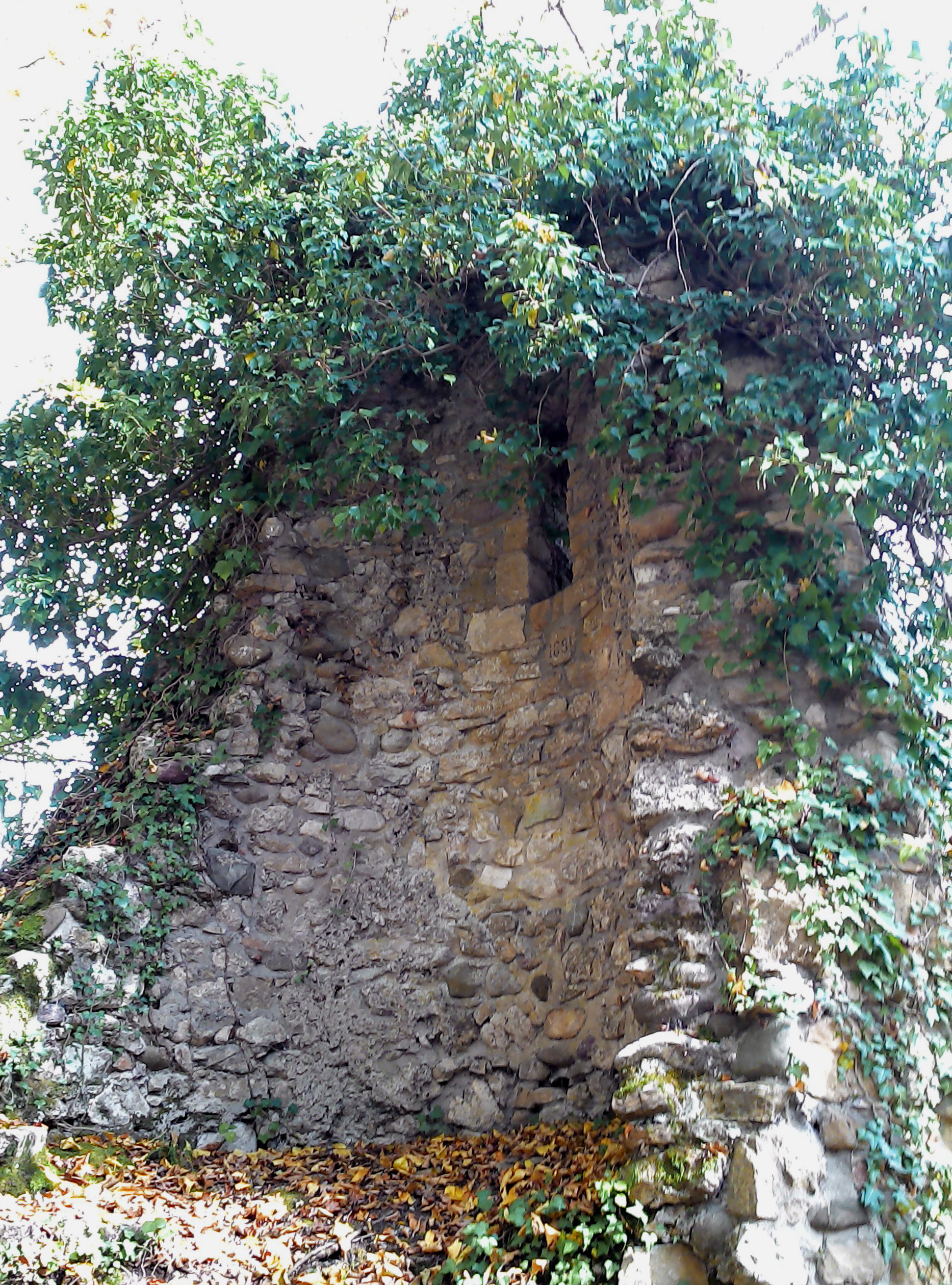
Rundturm an der Nordost-Ecke

### Teilzerstörung
Herbert Fuchs sen. kommentiert den Vorgang wie folgt: „Die Burg (soll) im Verlauf des Dreißigjährigen Krieges von den Schweden belagert, erobert und verbrannt worden sein. (‚German Sutter: Wahre Geschichten 1903‘) […] Die Eidgenossen (meldeten) dem schwedischen Heerführer Herzog Bernhard von Weimar 1693 […], ihr offenes Haus Weißwasserstelz ‚werde von seinen Soldaten übel traktiert‘. […] Es steht eindeutig fest, daß der Bergfried gesprengt worden ist. Doch dürften andere große Teile der Burg diese gewaltsamen Zerstörungen relativ unbeschadet überstanden haben. Denn bis kurz vor der Übernahme durch den badischen Staat 1803 kam es sehr häufig zu Verkäufen, so daß anzunehmen ist, daß zumindest noch Teile der Burg noch recht lange bewohnt waren. […] In der Folge wurde die Burg dann dem endgültigen Verfall preisgegeben, wobei sie den umliegenden Höfen und Dörfern als Lieferant für Baumaterial gedient haben dürfte.“

### Besitzer nach dem Dreißigjährigen Krieg
- 1649 Johann Melchior Würmer
- 1665 Franz Jakob von Andlau.
- 1686 Franz Ernst Zweyer von Evibach.
- 1694 Ägidius von Kreuth (Jestetten)

Die folgenden Angaben entstammen der Wagner-Chronik:
- 1707 Georg Brumsk, Lehensträger für Gräfin Marie Magdalena von Crotti (geb. Holzapfel) Freifrau Ana Helena von Falkenhayn.
- 1715 Erbe an Graf Ernst August von Falkenhayn.
- 1729 südl. Rheinmauern abgestürzt.
- 1731 Erbe an Johann Josef von Remscheid.
- 1753/54 Lehen für einen Pfandschilling an Bischof von Konstanz, Hochstift zurück, Verwaltung Vogt auf Rötteln, Burg zerfällt.
- 1779 Weisswasserstelz ohne Dach, eingestürzt.
- 1798 Gerichtsrechte an Eidgenossenschaft, Herrschaft erloschen.
- 1803 Ruine geht an Baden, nicht bewohnbar, zerfällt.
- 1891/1901 Sanierungsarbeiten.

„Wie auf Grund dieser sehr zahlreichen Namen und Herren unschwer zu erkennen ist, war auf Weißwasserstelz, mit Ausnahme der Heggenzer, über Jahrhunderte kein starkes, bodenständiges Geschlecht anzutreffen. […] Weißwasserstelz (war) zeitweise nicht weit davon entfernt, eine Raubritterburg zu sein. An einem geschichtlichen Vortrag in der Schweiz wurde auch erwähnt, daß auf Weißwasserstelz Schwarze Magie getrieben wurde. Zeitweise sollen dort mehrere Alchimisten versucht haben, Gold zu machen bzw. den Stein der Weisen zu finden. Es galt daher als lokales alchimistisches Zentrum.“

- Alois Nohl (†), Bahnarbeiter und Hobbyhistoriker, Mitglied und Mitbegründer des Geschichtsverein Hochrhein.
  - Herbert Fuchs sen., Bauunternehmer, Autor und Erzähler.

Hier auch die von der Wagner-Chronik abweichende Angabe, dass die Vormauern 1779 in den Rhein gerutscht sein sollen und auf dem hinteren Teil des Schlosses ab 1781 kein Dach mehr war.

Grundrisszeichnung Abb. 1

„Im Jahre 1989 wurde durch das staatliche Hochbauamt eine neue, umfangreiche Sanierung der Mauerreste vorgenommen.“

## Beschreibung
Die ehemalige Burganlage zeigt noch Reste eines Rundturms, eines Halbrundturms, einer Ringmauer, eines Küchenbaus (nach dem Burgenforscher Arthur Hauptmann war sie groß genug um einen Ochsen im Ganzen zu braten) und eines Bergfrieds.

Grundrisszeichnung Abb. 2

Kraus beschreibt die Burg in ihrem Zustand gegen Ende des 19. Jahrhunderts:

„Die Umfassungsmauern der in beistehendem Grundriss (siehe Abb. 1) verzeichneten Ueberreste der Burg sind theilweise noch zwei Stockwerke hoch vorhanden. Das Mauerwerk ist roh ausgeführt bei unregelmässiger Verbandschichtung. An einzelnen Stellen sind Verblendsteine zur Anwendung gekommen, während sonst keine Reste von Steinhauerarbeit zu finden sind. Bei "a" (siehe Abb. 1) der Planzeichnung sind wenige Theile von verputzten Geläufen sichtbar. Weitere Aufdeckungen der Burg ergaben die profilierten Sockelsteine des Haupteingangsthores, von denen der rechts befindliche das Steinmetzzeichen … trägt, und einige weitere Mauerzüge, von denen Fig. 43 (siehe Abb. 2) (Grundrissaufnahme II) ein Bild gibt. Der Bau war von geringem Umfang und noch nicht zur Vertheidigung gegen Feuergeschütze eingerichtet.“

## Galerie

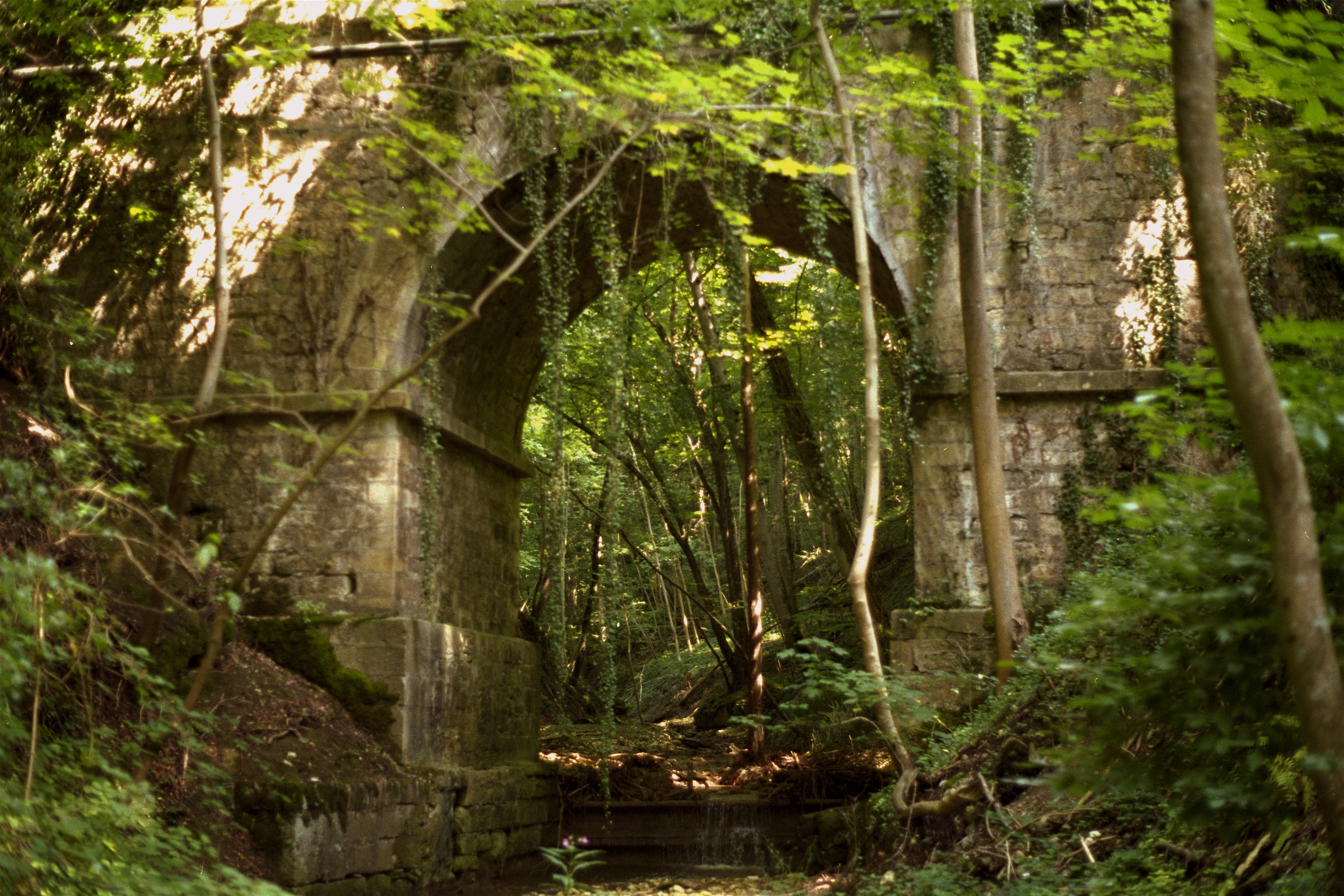
Brücke Weilergraben, alte Rheintalstraße

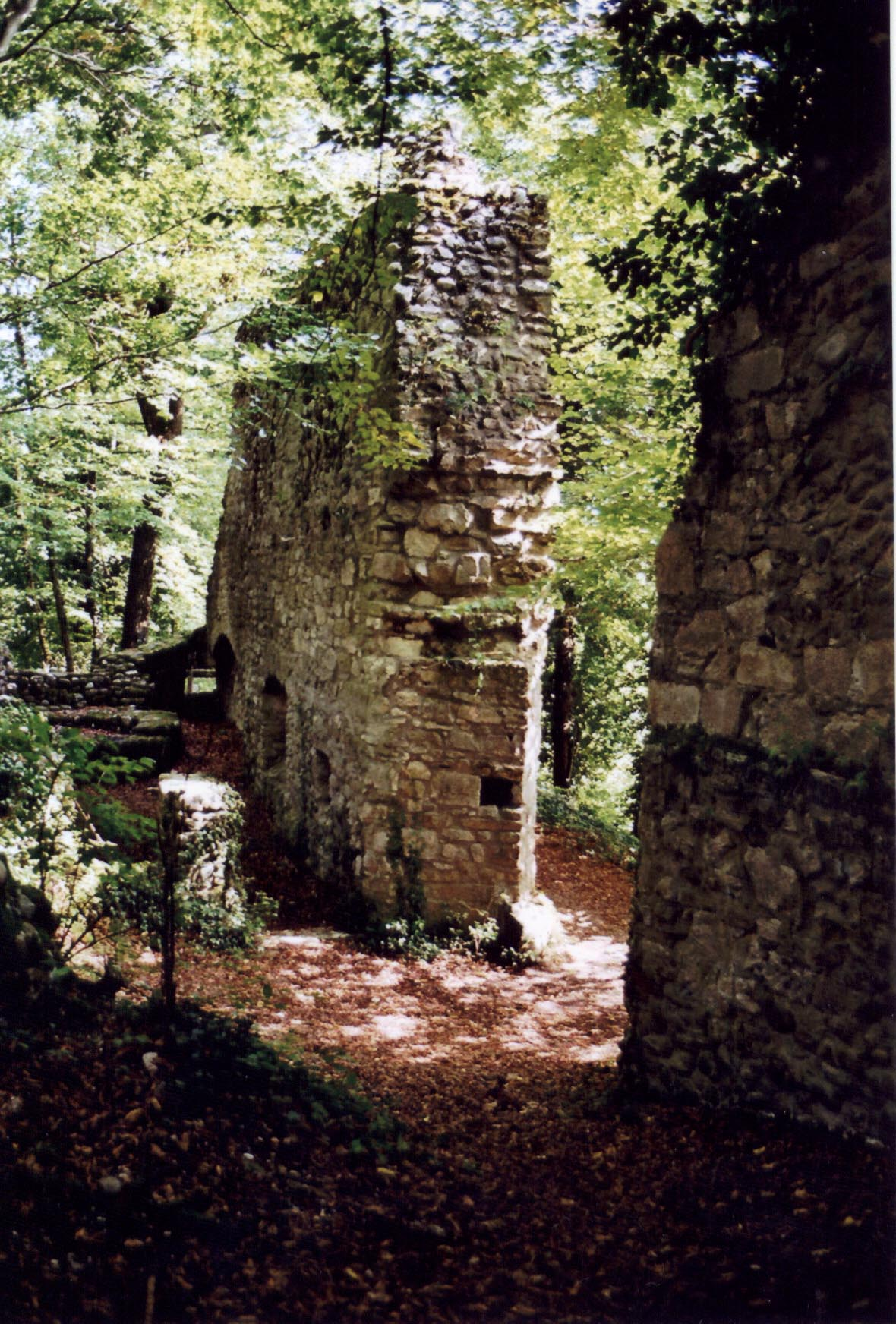
Südseite (2008)
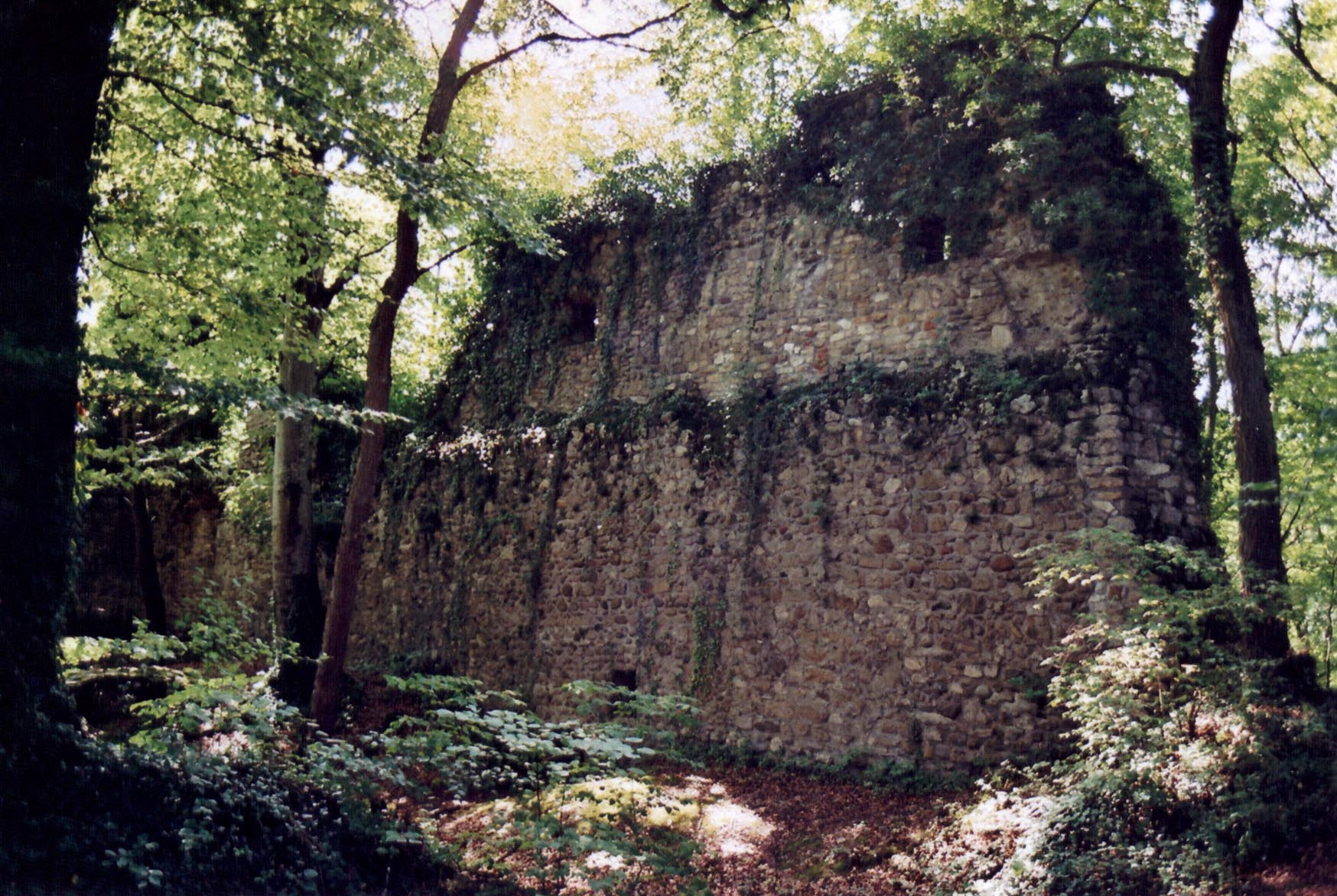
Westseite (2008)
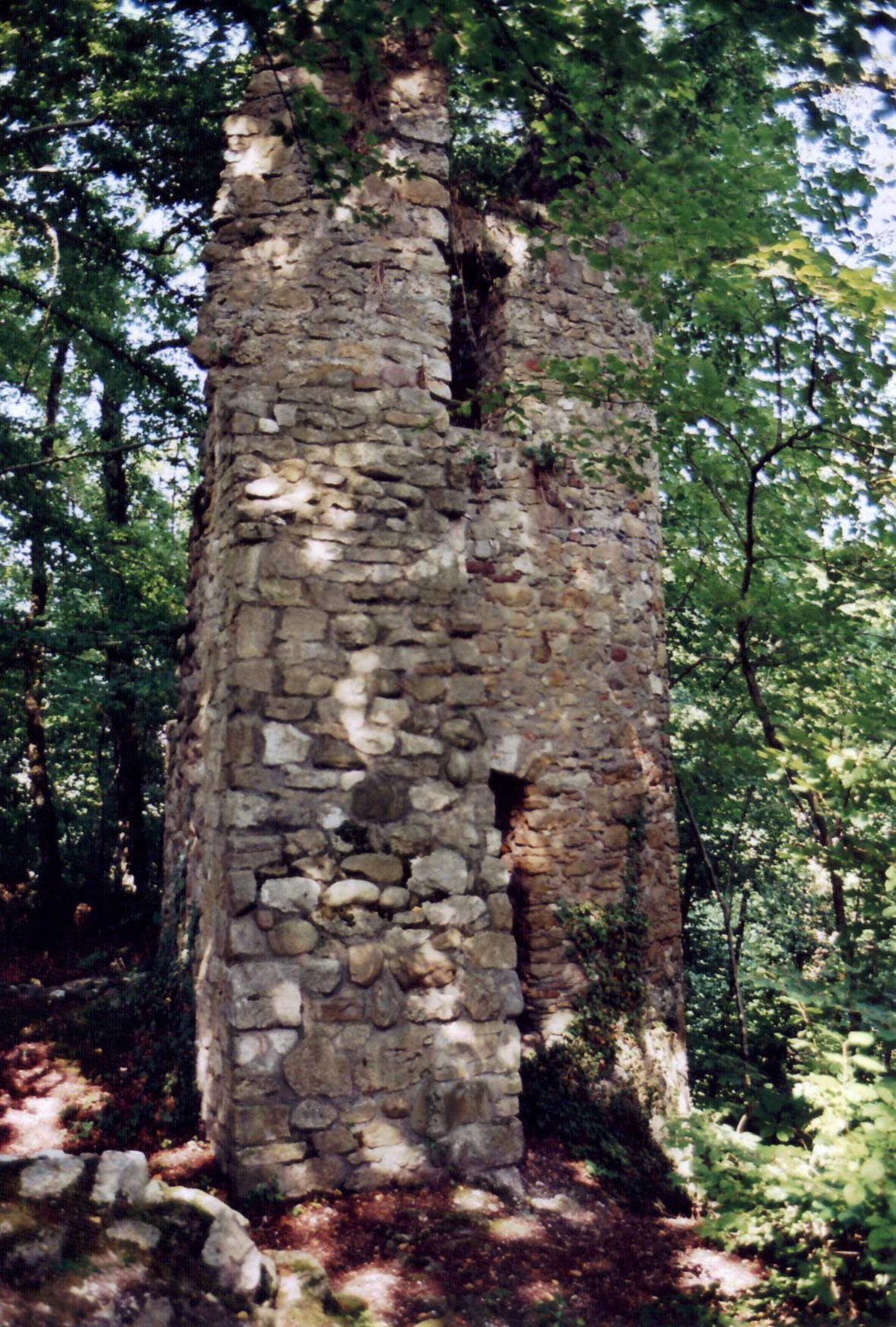
Halbrundturm an der Ostseite (2008)
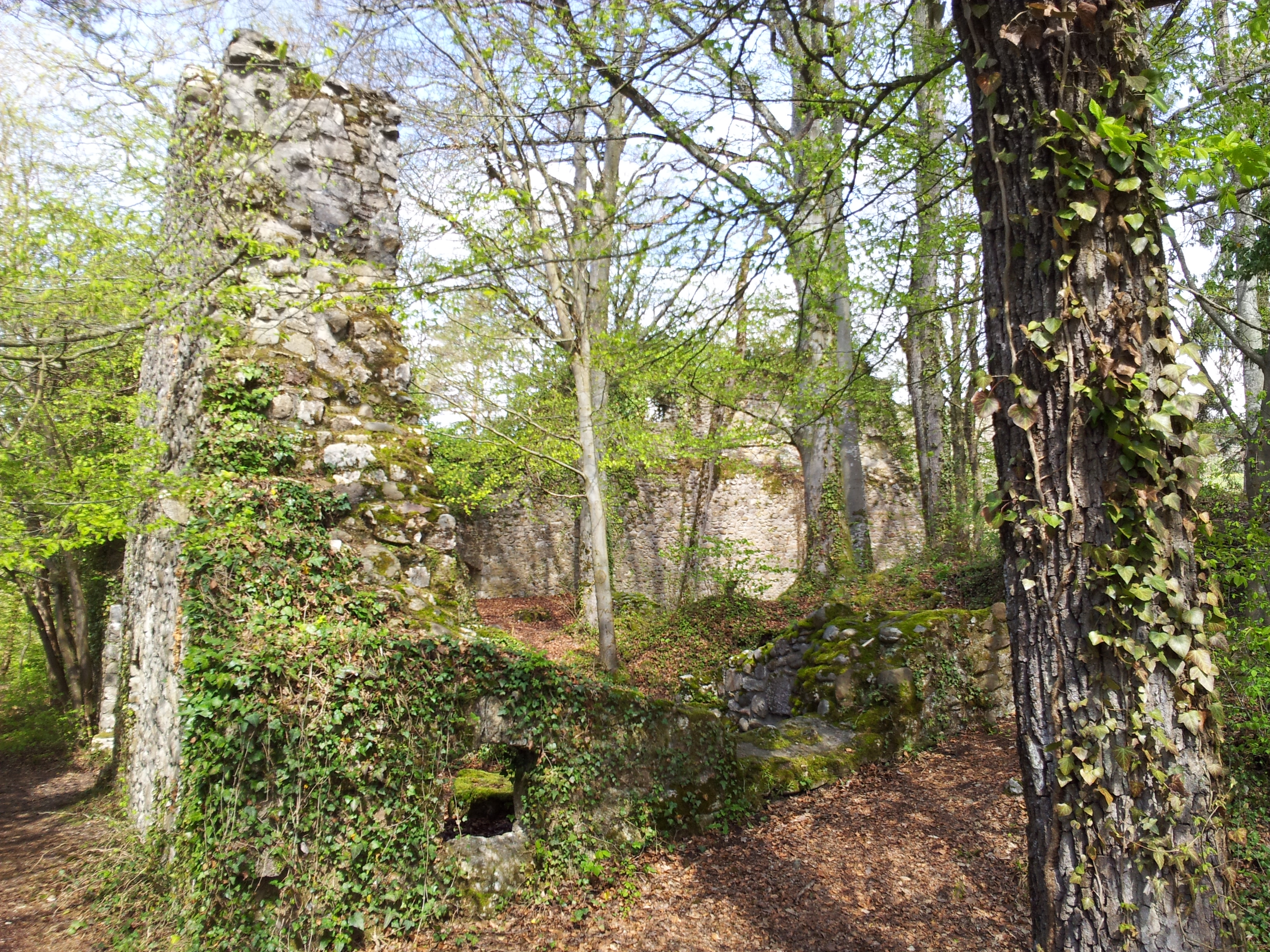
Grundmauern
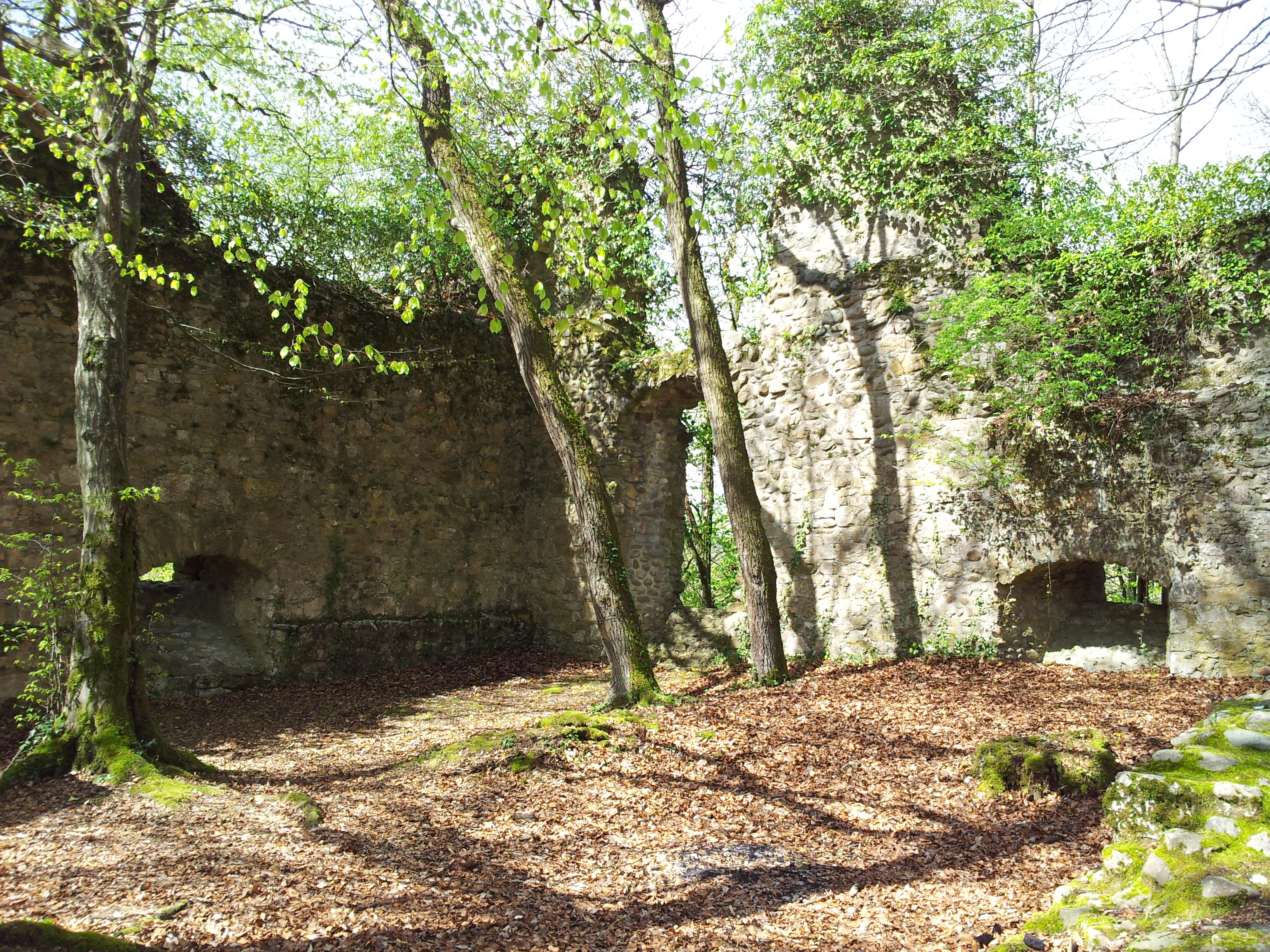
Südwestecke (2008)

## Umfeld
An der Burg Weisswasserstelz mit dem Gehöft Guggenmühle führte früher die alte Rheintalstraße direkt am Schlosshof vorbei – heute ist diese Straßenführung abgekürzt und mit einer neuen Brücke über den Weilergraben versehen. Am Rhein entlang kann schon für die frühgeschichtliche Zeit ein Verkehrsweg angenommen werden (Kadelburg/Fährstelle – Kaiserstuhl/Hohentengen); wahrscheinlich ist, dass dieser während der jahrhundertelangen römischen Besiedlung ausgebaut worden war. Das Baujahr der Brücke ist unbekannt.